# Orrin Upshaw
Orrin Thomas Upshaw (Peoria, 1874. július 23. – St. Louis, 1937. augusztus 15.) olimpiai ezüstérmes amerikai kötélhúzó.
Az 1904. évi nyári olimpiai játékokon indult kötélhúzásban a St. Louis Southwest Turnverein No. 1 színeiben, de az amerikai válogatotthoz tartoztak. Rajtuk kívül még 3 amerikai klub és két ország indult (görögök és dél-afrikaiak). A verseny egyenes kiesésben zajlott.